# Tschechoslowakischer Widerstand 1939–1945

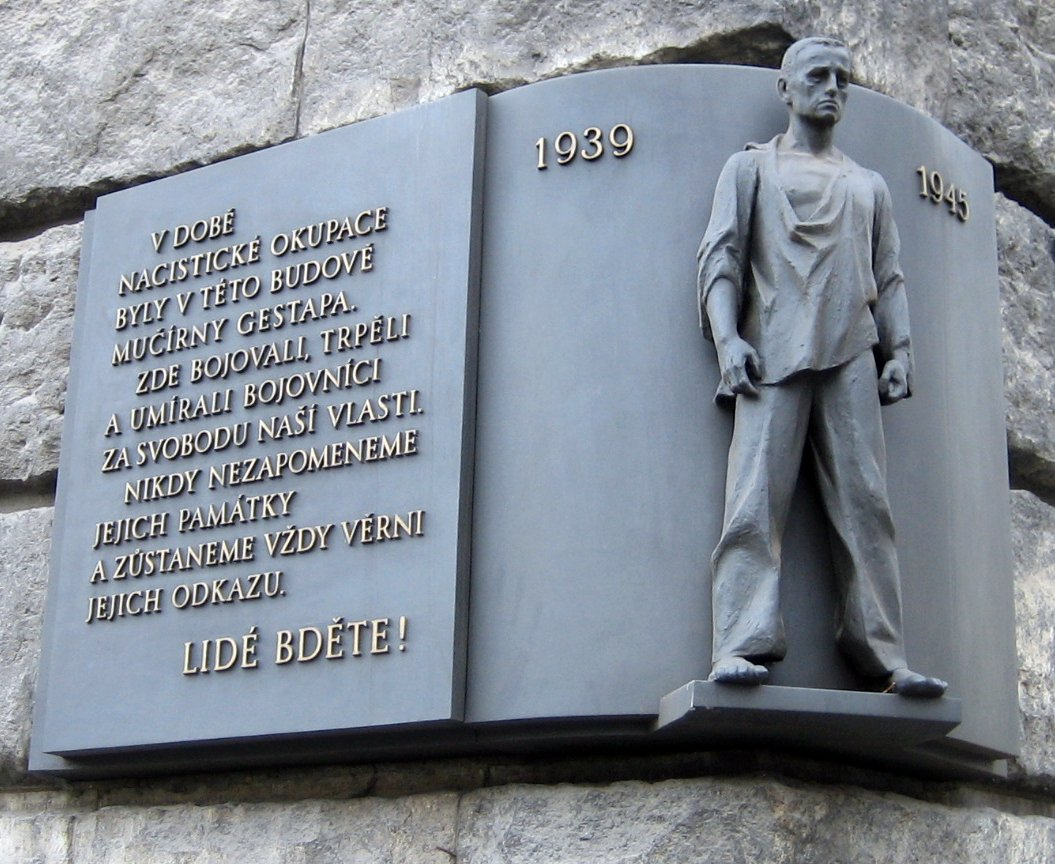
Gedenktafel am Palais Petschek in Prag für die Opfer der nationalsozialistischen Besetzung des Landes 1938–1945

Der tschechoslowakische Widerstand 1939–1945 (tschechisch und slowakisch Československý odboj) bezeichnet die tschechoslowakischen Gruppierungen im Widerstand gegen den Nationalsozialismus beginnend mit der deutschen „Zerschlagung“ der Tschechoslowakei bis zum Ende des Zweiten Weltkriegs. Auf Seite der Alliierten kämpften die Soldaten der Tschechoslowakischen Exilarmee.
Erfolgreiche Aktionen der Widerstandsbewegung waren das tödliche Attentat auf Reinhard Heydrich 1942, der Slowakische Nationalaufstand 1944, das Attentat auf August Gölzer und der Prager Aufstand 1945.

## Vorbemerkungen

Die schrittweise Zerteilung der Tschechoslowakei 1938–1939

Zwanzig Jahre nach der Gründung des Staates von Tschechen und Slowaken am 28. Oktober 1918 sah sich die Tschechoslowakei infolge des Münchner Abkommens in ihrer staatlichen Integrität bedroht. Die Tschechoslowakei konnte sich zwar auf verschiedene internationale Verträge berufen, doch stellten sich diese als untauglich heraus: die Kleine Entente, ein Vertrag mit Rumänien und Jugoslawien, sah den Bündnisfall bei einem Angriff durch das Deutsche Reich nicht vor im Gegensatz zu dem Bündnis- und Freundschaftsvertrag mit Frankreich von 1924. Frankreich war jedoch nicht in der Lage, sich dem Deutschen Reich alleine zu stellen. Ein Beistandspakt mit der Sowjetunion vom 16. Mai 1935 bestand ebenfalls, sollte jedoch nur dann in Kraft treten, wenn Frankreich seine Verpflichtungen erfüllt. Mit Großbritannien hatte die Tschechoslowakei kein Militärbündnis, betrachtete das Vereinigte Königreich jedoch als einen Verbündeten, weil es Beistandsverträge zwischen Großbritannien und Frankreich gab – die Verträge von Locarno.
Während jedoch die Expansionspläne von Adolf Hitler im Zuge der Sudetenkrise immer offenkundiger wurden und auch die Sudetendeutsche Partei von Konrad Henlein ihren Druck erhöhte, entschlossen sich insbesondere Großbritannien und Frankreich zu Beschwichtigungsmaßnahmen, die als Appeasement-Politik in die Geschichte eingingen. Am 29. September 1938 wurde das Münchner Abkommen unterzeichnet, das die Angliederung der sudetendeutschen Gebiete der Tschechoslowakei an das Deutsche Reich vorsah. Unter dem Druck von Frankreich und Großbritannien akzeptierte die Regierung der Tschechoslowakei schließlich am 30. September 1938 das Abkommen und machte von der am 23. September 1938 ausgerufenen Mobilmachung in der Tschechoslowakei keinen Gebrauch. Die militärische Besetzung des Sudetenlandes durch die Wehrmacht erfolgte vom 1. bis 10. Oktober 1938 unter dem Jubel seiner deutschen Bewohner, weitere Gebiete mit einer polnischen Bevölkerung gingen an Polen und einer ungarischen Bevölkerungsmehrheit an Ungarn verloren. Am 14. März wurde ein eigenständiger Slowakischer Staat proklamiert. Am 15. März 1939 wurde dann das restliche Staatsgebiet der Tschechoslowakei von der Wehrmacht besetzt, die Tschechoslowakei als Staat aufgelöst und das Protektorat Böhmen und Mähren ausgerufen.

## Die „drei Widerstände“

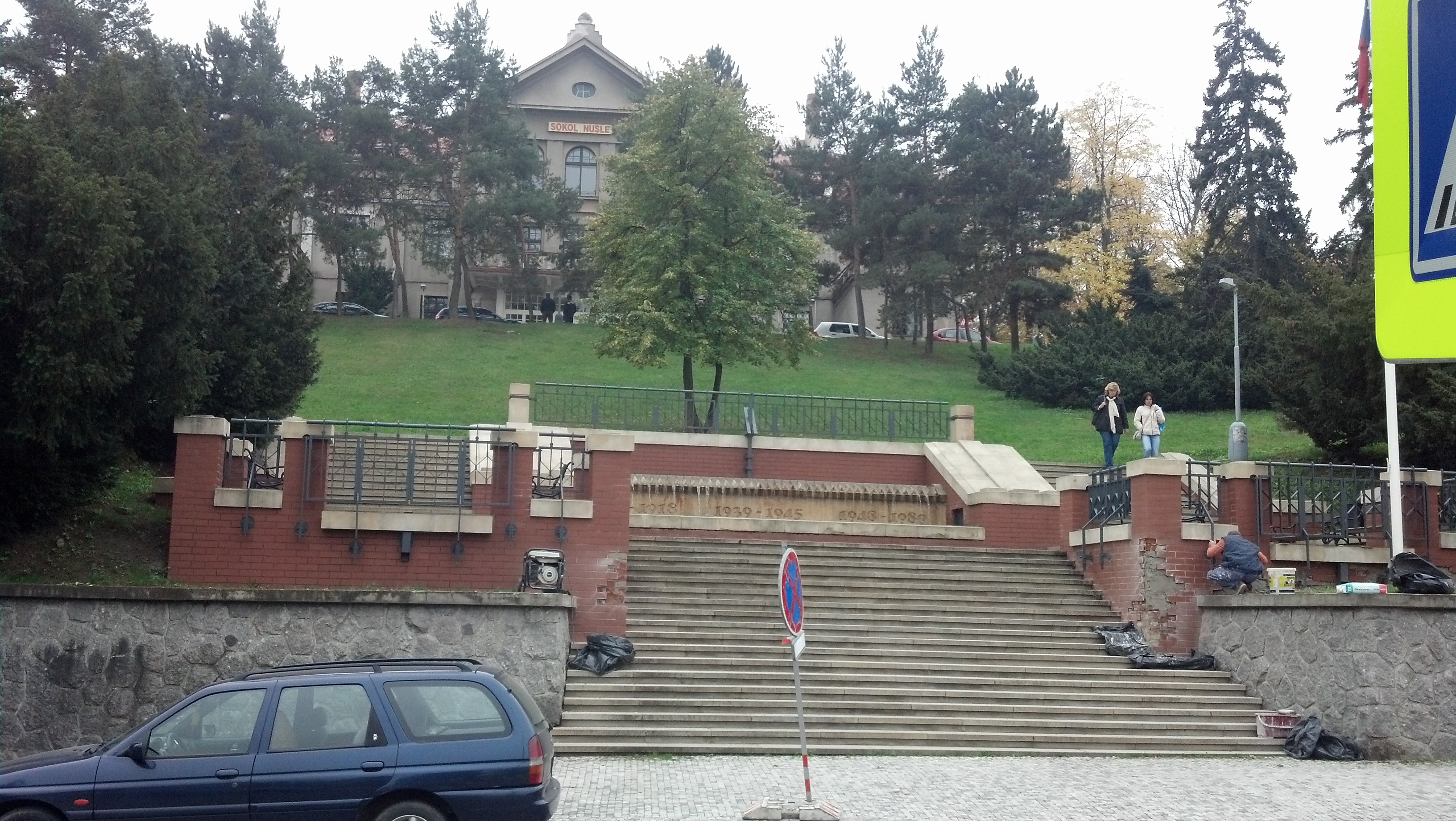
Denkmal der drei Widerstände, Jiráskovy sady, Prag-Nusle

Im Unterschied zu der Bewegung gegen die Habsburgermonarchie in Österreich-Ungarn und für die Errichtung eines eigenen tschechischen Staates während des Ersten Weltkrieges, die im tschechischen wie slowakischen Sprachgebrauch „der erste Widerstand“ (první odboj) genannt wird, und im Unterschied zum Widerstand nach 1948 gegen das kommunistische Regime, genannt auch „der dritte Widerstand“ (třetí odboj), wurde für die Zeit von 1939 bis 1945 in der tschechischen Literatur der Begriff „der zweite Widerstand“ (druhý odboj) geprägt.

## Der „Zweite Widerstand“
Der Widerstand gegen die Expansionspolitik des Deutschen Reiches führte zu verschiedenen diplomatischen Aktivitäten im Ausland, vor allem seitens der tschechoslowakischen Exilregierung in London. Partisanenkämpfe gegen die Wehrmacht durch die Tschechoslowakische Exilarmee sowohl an der West- als auch an der Ostfront sowie der Widerstand auf dem Gebiet der ehemaligen Tschechoslowakei führten im Gegenzug zu großen Bestrafungsaktionen und Massakern gegen die tschechische Bevölkerung.
Präsident Edvard Beneš befand sich nach den Märzereignissen 1939 (Zerschlagung der Tschechoslowakei) mit einigen Mitarbeitern in den Vereinigten Staaten, wo er sich zuerst um die Bildung eines provisorischen „Direktoriums“ bemühte, verlegte jedoch im Sommer 1939 die Aktivitäten nach Paris, wo am 17. November der Tschechoslowakische Nationalausschuss gegründet und durch Frankreich, später auch durch Großbritannien als die Vertretung des Landes anerkannt wurde.
Noch vor der Besetzung und Niederlage Frankreichs im Rahmen des Westfeldzuges Deutschlands wurde eine Verlegung des Sitzes des Ausschusses nach London avisiert und Schritt für Schritt durchgeführt. Bald wurde aus London die Bereitschaft signalisiert, den Ausschuss als reguläre Regierung anerkennen zu wollen. Beneš’ Kabinett wurde schließlich am 21. Juli 1940 als provisorische Regierung und am 18. Juli 1941 als de iure tschechoslowakische Regierung anerkannt. Diese von den Anti-Hitler-Koalition bzw. den Alliierten anerkannte Exilregierung, die in London die gleiche Stellung wie die Regierungen der Niederlande, Norwegens und Griechenlands genoss, trug stark dazu bei, dass die Tschechoslowakei nach dem Kriegsende in den Grenzen vor dem Münchner Abkommen wiederhergestellt werden konnte (mit Ausnahme der Karpatenukraine).
Obwohl die zeitliche Abfolge wie auch der Charakter des antinazistischen Widerstandes in den damals voneinander de facto getrennten Gebieten Protektorat Böhmen und Mähren und Slowakei unterschiedlich waren, spricht man im Allgemeinen über den „tschechoslowakischen Widerstand“. Dies betrifft sowohl die einschlägige Literatur wie auch aktuelle offizielle Regierungsquellen, die hier keine Trennung vornehmen. Der Grund dafür liegt insbesondere in der völkerrechtlichen Anerkennung dieser beiden Gebiete als eine Einheit, welche die Kontinuität des tschechoslowakischen Staates seit 1918 (bis 1993) darstellt. Präsident Beneš stellte diesbezüglich die international anerkannte sogenannte „Theorie der Rechtskontinuität“ auf, die er am 26. Juni 1940 in einer Rundfunksendung in London vorstellte.
Die tschechoslowakischen Politiker gingen von dieser Kontinuität aus und beriefen sich auf sie, indem sie konsequent immer die Bezeichnung „tschechoslowakisch“ verwendeten: Tschechoslowakische Exilregierung, Tschechoslowakische Exilarmee, Tschechoslowakischer Nationalausschuss. Auch die Militärverbände hießen prinzipiell „tschechoslowakisch“ (311. Bomberstaffel der RAF: tschechisch 311. československá bombardovací peruť RAF, englisch № 311 (Czechoslovak) Bomber Squadron), der Vertrag über deren Einrichtung mit der Regierung des Vereinigten Königreichs sprach über die Tschechoslowakei. Auch die heutigen Regierungsstellen verwenden durchwegs die Formulierungen „(zweiter) tschechoslowakischer Widerstand“ (druhý československý odboj) für diese Zeit.
Die Datierung des Widerstandes während des Zweiten Weltkrieges erfolgt in der Regel ab März 1939, das heißt mit der sogenannten Besetzung der Rest-Tschechei und der Bildung des Protektorats Böhmen und Mähren, was gleichbedeutend ist mit dem faktischen Ende der tschechoslowakischen Eigenstaatlichkeit. Die Zeit davor scheint die Geschichtsschreibung aus diesem Grund nicht stark zu interessieren. Dies wird von einigen Historikern in Tschechien bemängelt mit dem Hinweis darauf, dass einige der späteren Widerstandsgruppen sich schon früher formiert haben. Ebenfalls früher setzte der weitgehend unbekannte Widerstand im Sudetenland ein.

## Der kommunistische Widerstand
In der tschechischen Literatur wird grundsätzlich zwischen dem bürgerlichen, prowestlich orientierten Widerstand und dem kommunistischen Widerstand, d. h. den Gruppen, die durch die kommunistische Partei geleitet oder beherrscht wurden, unterschieden. Dies ist nicht etwa auf die Abneigung gegenüber der sozialistischen Vergangenheit des Landes zurückzuführen, sondern auf das tatsächliche Verhalten der kommunistischen Führung, welches zur Isolation innerhalb der Widerstandsbewegung führte. Nach der Unterzeichnung des deutsch-sowjetischen Nichtangriffspaktes am 23. August 1939 vertrat die kommunistische Partei bis hin zum Sommer 1941 sowohl im Protektorat Böhmen und Mähren wie in der Slowakei die Linie der Kommunistischen Internationale (Komintern), wonach die Hauptfeinde Großbritannien, Frankreich und ihre Verbündeten waren; die Wiederherstellung der Vorkriegstschechoslowakei wurde durch andere Konzepte ersetzt.
In der Slowakei schien zudem der Gedanke der Wiederherstellung des Vorkriegszustandes, d. h. der gemeinsamen Staatlichkeit, in den Hintergrund geraten gewesen zu sein: die slowakischen Kommunisten erwogen in der Anfangszeit sogar eine „sowjetische Slowakei“ einschließlich einer Eingliederung in die Sowjetunion nach dem Beispiel der baltischen Staaten im Sommer 1940.
Erst nach dem deutschen Überfall auf die Sowjetunion am 22. Juni 1941 änderte sich die politische Linie der Komintern und der sowjetischen Parteiführung und wurde entsprechend an die tschechischen und slowakischen Kommunisten weitergeleitet. Widerstand und Kampf gegen NS-Deutschland hatten jetzt Priorität gegenüber der bisher propagierten Zielsetzung einer sozialistischen Revolution. Eine Kooperation zwischen dem demokratischen und dem kommunistischen Lager wurde möglich und gleichzeitig wurde die Zusammenarbeit zwischen der Londoner Exilregierung und der kommunistischen Parteiführung im Moskauer Exil besser.
Die Tschechoslowakische Kommunistische Partei (KSČ) vertrat während des Krieges nur die tschechischen Kommunisten, weil die slowakischen Kommunisten sich 1939 organisatorisch verselbständigt hatten und eine eigene Partei, die Kommunistische Partei der Slowakei (KSS) gründeten. Die KSČ war die einzige tschechoslowakische politische Partei, die sich auf dem Gebiet des Protektorats illegal betätigte; sie wurde von insgesamt vier aufeinander folgenden Komitees geleitet. Zu den bekannten Persönlichkeiten zählten Julius Fučík, Jan Zika und Eduard Urx.
Nach 1948 während der sozialistischen Tschechoslowakei wurde die Rolle des kommunistischen Widerstandes überbewertet, einige Persönlichkeiten, beispielsweise Fučík, wurden heroisiert und glorifiziert.

## Widerstandsgruppen  im Protektorat Böhmen und Mähren
Im Protektorat Böhmen und Mähren arbeiteten mehrere Widerstandsgruppen, von denen einige noch vor der Errichtung des Protektorats aktiv waren. Dazu zählte das linksgerichtete Komitee Petiční výbor Věrni zůstaneme (Petitionsausschuss Wir bleiben treu, PVVZ), das seine Wurzel in der sozialdemokratischen „Arbeiterakademie“ (Dělnická akademie) und im „Unterstützungsausschuss für das demokratische Spanien“ (Výbor na pomoc demokratickému Španělsku) aus der Mitte der 1930er Jahre hatte, wo über 2000 tschechische und slowakische Interbrigadisten kämpften; PVVZ vereinte Sozialisten, Sozialdemokraten, Gewerkschafter und linksgerichtete Intellektuelle. Bereits Ende 1938 schloss sich dem Widerstand auch die Frauengruppe Ženská národní rada, welche dem Petiční výbor Věrni zůstaneme beitrat. Im Mai 1938 beteiligten sich einige von ihnen an einem gleichnamigen Ausschuss, der Unterschriften „zum Schutze der Republik gegen Hitler“ sammelte und danach informell Kontakte miteinander unterhielt.
Auch die Gruppe Politické ústředí (Politische Zentrale, PÚ), die sich stark an Präsident Beneš und der Londoner Exilregierung orientierte und ursprünglich als eine Dachorganisation des Widerstands konzipiert wurde, gehörte dazu. Beneš, der am 20. Oktober 1938 ins Ausland ging, initiierte eine Gruppe von Parteipolitikern, die sich mehrmals traf, zweimal davon vor dem März 1938, aus der im Juli 1939 die Widerstandsgruppe Politické ústředí hervorging. Die gleichen Umstände begleiteten im November 1938 auch die Initiative von Arnošt Heidrich, aus der die Widerstandsgruppe Parsifal hervorging.
In gewisser Hinsicht muss hier auch die kommunistische Partei genannt werden: Bereits am 9. Oktober 1938 wurde die Tätigkeit der KSČ in der Slowakei amtlich suspendiert, am 20. Oktober 1938 in Böhmen und Mähren und am 27. Dezember 1938 wurde die Partei amtlich aufgelöst. Während die Parteiführung nach Moskau (und auch nach London) emigrierte, hat sich die Partei in der Tschechoslowakei in die Illegalität begeben, ohne jedoch zuerst aktiv zu werden.
Über eine ausgeprägte Widerstandstätigkeit kann man jedoch erst nach dem Einmarsch der Wehrmacht sprechen. Unmittelbar nach der Besetzung des Landes entstand auch die Widerstandsorganisation Obrana národa (Verteidigung der Nation ON), die schnell zu der damals größten Widerstandsgruppen wurde. Sie setzte sich aus Offizieren des aufgelösten Verteidigungsministeriums und der Armee einschließlich der Angehörigen des Generalstabs und des tschechoslowakischen Militärischen Nachrichtendienstes zusammen und war als eine Art Untergrundarmee einschließlich einer militärisch orientierten Organisationsstruktur konzipiert; im Umfeld der Obrana národa wirkte auch die Gruppe Tři králové (Drei Könige) und ferner noch Organisationen wie Rada tří (Rat der Drei) sowie Zpravodajská brigáda (Nachrichtendienstliche Brigade). Bereits Anfang 1940 wurde durch die wichtigsten Gruppen einvernehmlich eine Dachorganisation, die Gruppe Ústřední vedení odboje domácího (Zentrale Leitung des Widerstands in der Heimat, ÚVOD) gegründet, welche die verschiedenen Widerstandsgruppen vereinen und koordinieren sollte.
Neben diesen recht großen und agilen Widerstandsgruppen gab es auch kleinere Gruppen aus dem Umfeld der in der Vorkriegstschechoslowakei überaus populären und im Protektorat verbotenen Turnbewegung Sokol (Falken), beispielsweise der Sokolská revoluční rada (Revolutionsrat Die Falken), vor allem aber die sozialdemokratisch orientierte Bewegung Národní hnutí pracující mládeže NHPM (Nationale Bewegung arbeitender Jugend), eine Jugendorganisation der Národní strana práce (Nationale Partei der Jugend). Ferner gab es etliche kleinere Gruppen mit einem regionalen Charakter.
Im September 1941, nachdem einige Gruppen durch Verhaftungen geschwächt worden waren, wollte man aus ÚVOD einen neuen Dachverband aller Gruppen bilden, das Přípravný revoluční národní výbor (Provisorisches revolutionäres Nationalkomitee). Die angestrebte Realisierung gelang infolge der Repression nur teilweise, nachdem in Prag der Reichsprotektor Reinhard Heydrich die Macht übernommen hatte und unter anderem das Standrecht ausrief.
Erst nach dem Überfall auf die Sowjetunion trat ab Juni 1941 auch der kommunistische Widerstand in Erscheinung. Nachdem bereits ab 1939 die „Parteizeitung“ illegal herausgegeben worden war, konstituierte sich im Juni 1941 eine neue illegale Parteileitung der KPTsch.
Ab 1943 bildeten sich einige neue Widerstandsorganisationen, die in einigen Punkten programmatisch nahe den Vorstellungen der KPTsch standen, insbesondere die Gruppe Předvoj (Vorhut). Anfang 1945, nach mehreren Verhandlungen einiger illegaler Organisationen, kam es zur Konstituierung des Tschechischen Nationalrates, der in Zusammenarbeit mit dem entstandenen Gewerkschaftsrat die Vorbereitungen zu einem nationalen Aufstand plante und sich schließlich am Prager Aufstand beteiligte.
Die Tätigkeit der Widerstandsgruppen umfasste viele Bereiche: das Sammeln von Informationen für die Exilregierung, Sabotageakte, das Organisieren von Streiks, die Herstellung und Verbreitung von illegalen Zeitschriften, den Betrieb von geheimen Sendern für den Kontakt mit Ausland (sowohl mit dem westlichen Ausland, als später auch mit der Sowjetunion; es gab unter anderem die Sender Sparta I, Sparta II und Libuše), Unterstützung für die aus der Luft abgesetzten Spezialagenten aus dem Westen wie aus der Sowjetunion, Unterstützung für Verfolgte und deren Familien, Kontakte zu Partisanen, das Organisieren von Grenzübertritten, aber auch theoretische Arbeit über die künftige wirtschaftliche und politische Zukunft und Orientierung einer befreiten Tschechoslowakei.
Alleine für die Zeit von März 1939 bis September 1941 sind 66 illegale Zeitungen und Zeitschriften jeder Art dokumentarisch gesichert, darunter V boj, Český kurýr, Informační služba národního osvobození und die kommunistische Zeitung Rudé právo, ferner die als Serienbroschüren getarnten Detektivromane (Umschlag eines Groschenromans mit illegalem Inhalt).
Verglichen mit den Gruppen Obrana národa oder Politické ústředí blieb die schon ältere Gruppierung Petiční výbor Věrni zůstaneme (PVVZ) von den Verhaftungen am wenigsten betroffen, was die Fortsetzung ihrer theoretischen und programmatischen Arbeit ermöglichte. In der Zeit von 1939 bis 1941 bereitete PVVZ das programmatische Dokument Za Svobodu vor, das an linkssozialdemokratische Dokumente von 1933 anknüpfte. Es handelte sich nicht nur um eine Plattform des Widerstandes, sondern gezielt um Überlegungen zur Ausgestaltung einer künftigen Gesellschaft nach dem Kriegsende. Dieses Programm wurde auch auf Seiten der illegalen Presse diskutiert. Der Zeitzeuge und Historiker Václav Vrabec vergleicht es sehr positiv mit dem späteren, durch die kommunistische Partei beeinflussten Kaschauer Programm. In diesem Rahmen spielte auch die Diskussion über die Deutschen eine wichtige Rolle – über deren Anteil an der Besetzung und Repression, über deren spätere Abschiebung und die aufkeimende antideutsche Stimmung in der Bevölkerung besonders nach einigen Exzessen der Gestapo (Massaker in Lidice und Ležáky), die die Realität im Protektorat widerspiegelten (im Dokument enthalten im Kapitel „Vina a trest,“ [Die Schuld und die Strafe]).
Die Widerstandsgruppen im Protektorat unterhielten enge Kontakte zu der tschechoslowakischen Exilregierung in London. Nachdem diese am 21. Juli 1940 durch Großbritannien anerkannt worden war, wurde in London kurz danach das Verteidigungsministerium unter der Leitung des Divisionsgenerals Sergěj Ingr errichtet; in die Leitung der sogenannten II. Abteilung, das heißt des militärischen Nachrichtendienstes der Exilregierung, wurde der Oberst und spätere Brigadegeneral František Moravec berufen. Diese Abteilung war zuständig für alle Kontakte zu den Widerstandsgruppen. Die Übermittlung der Informationen aus dem Protektorat betraf Berichte über den Zustand des Regimes, die Stimmung in der Bevölkerung, geplante Sabotage und ähnliche Aktionen, ferner dann aber insbesondere Informationen über Truppenbewegungen und Vorhaben der Rüstungsindustrie. Diese Berichte gingen über Funk oder Kuriere zu Händen von Moravec, dem Chef des militärischen Nachrichtendienstes, und somit praktisch auch direkt an Präsident Beneš – und waren zugleich ein wichtiges nachrichtendienstliches Material für die Alliierten und von diesen auch hoch geschätzt.
Eine Zeitlang gab es gar Querverbindungen zu der Protektoratsregierung. Der am 27. April 1939 als Ministerpräsident eingesetzte General Alois Eliáš nahm Kontakte zum Widerstand auf, er hatte sogar eine Funktion in der Leitungsstruktur von Obrana národa, und informierte nicht nur die Widerstandsgruppen, sondern über deren Kanäle auch die Exilregierung in London über die Lage in der Regierung und die Problematik mit den deutschen Stellen. Kurz nach der Ankunft des neuernannten stellvertretenden Reichsprotektors Reinhard Heydrich wurde er allerdings verhaftet und später hingerichtet.
Die ganze Zeit war der tschechische Widerstand der Verfolgung durch die Behörden der Protektoratsmacht, vor allem der Gestapo, ausgesetzt. Es gab mehrere Verhaftungswellen, angefangen mit der sogenannten Aktion Gitter, Aktion Albrecht I., besonders dann an der Jahreswende 1939/1940 (wo vor allem die Gruppen PVVZ, ON und PÚ betroffen wurden), im Frühling 1942 (ON und andere) und 1944 (PÚ und andere). Die stärkste Verhaftungswelle fand nach der sogenannten Operation Anthropoid, dem Attentat auf den Reichsprotektor Heydrich Ende Mai 1942, statt und zog sich bis zum Herbst hin.
Da im „Reichsprotektorat Böhmen und Mähren“ die deutschen Rechtsvorschriften gelten, verurteilt der „Volksgerichtshof“ Hunderte von tschechischen Widerstandskämpfern aller politischen Gruppen zum Tode.
Die meisten zum Tode verurteilten Angehörigen des Widerstandes wurden in Berlin-Plötzensee hingerichtet, nachdem sie meist durch deutsche Gerichte verurteilt worden waren. Es waren insgesamt 677 Personen, und somit – nach den Deutschen – die zweitgrößte Nationalitätengruppe unter den Hingerichteten.

### Partisanenbewegung
Wie die Widerstandsbewegung selbst wird auch die Partisanenbewegung grundsätzlich in eine kommunistisch orientierte (beziehungsweise aus Moskau geführte) und eine nichtkommunistische, mit London in Verbindung stehende Bewegung aufgeteilt. Allerdings kam es auch zu einer Zusammenarbeit, erschwert nur durch die geographischen Gegebenheiten. Sowohl das Protektorat wie auch die Slowakei waren recht flache wie auch kleine und relativ dicht besiedelte Gebiete, wo ein Partisanenwiderstand bald an seine Grenzen stieß. Die Ausnahme waren einige gebirgige, dünn besiedelte Gebiete in der Slowakei (die Hohe und die Niedere Tatra). Im Protektorat waren es einige Regionen im Mähren. Die Entstehung der Partisanengruppen setzte in der zweiten Hälfte 1942 ein, aber erst 1944 kam es zu bedeutenderen Truppenbildungen. Außer einheimischen Bürgern, die sich verstecken mussten, und geflüchteten sowjetischen Gefangenen waren es auch als Fallschirmjäger gezielt abgesetzte Kämpfer, die sowohl aus London als auch aus Moskau hingeschickt wurden. Die Angaben über die Gesamtstärke der Partisanenverbände sind nicht genau, sie belief sich im April 1945 auf etwa 14.000 Personen, davon waren jedoch ein großer Teil befreite oder geflüchtete russische, ukrainische und weißrussische Gefangene.

### Prager Aufstand
Anfang Mai 1945 kam es in Böhmen und Mähren zu Aufständen gegen die deutsche Besatzungsmacht. Das Zentrum lag in Prag und der Prager Aufstand ist auch der bekannteste, zu heftigen Kämpfen kam es jedoch an vielen Orten. Der Aufstand begann am 1. Mai 1945 in Přerov und umfasste bald 37 Städte sowie 240 Gemeinden, ab dem 5. Mai 1945 auch Prag. Beteiligt auf der Seite der Aufständischen waren etwa 30.000 bewaffnete Personen in Prag und etwa 10.000 außerhalb von Prag, darunter etwa 14.000 Partisanen; sie wurden kurzzeitig durch die gut bewaffnete Russische Befreiungsarmee des Generals Wlassow in einer geschätzten Stärke von 10.000 bis 14.000 Mann unterstützt, nachdem diese die Seiten gewechselt hatte. Die Verluste betrugen rund 2.300 gefallene Kämpfer und 3.700 getötete Zivilisten in Prag und 8.000 Personen außerhalb. Mit der Befreiung Prags am 9. Mai 1945 ging der Aufstand zu Ende, vereinzelte Kämpfe gab es in einigen Gebieten, vor allem im Grenzgebiet zu Deutschland, jedoch bis zum 15. Mai 1945.

## Widerstand in der Slowakei

### Aktivitäten der Opposition 1939 bis 1944
In dem nominell unabhängigen Satellitenstaat Slowakei von 1939 bis 1945 (inoffiziell auch Slowakischer Staat genannt) dauerte es länger, bis ein Widerstand gegen die Abtrennung von der Tschechoslowakei aufkam, denn die Bevölkerung konnte sich – anders als im Protektorat Böhmen und Mähren – einer vorgetäuschten Eigenstaatlichkeit erfreuen; außerdem unterblieben Aktionen seitens der slowakischen Kommunisten (KSS).
Erst nach der Etablierung des totalitären Systems in der Slowakei konnten die ersten Widerstandsgruppierungen entstehen wie die Gruppe Ursíny-Lettrich (der Politiker Ján Ursíny und Jozef Lettrich), Zaťko, oder die Gruppe Flóra aus dem Umkreis des Politikers Vavro Šrobár. Einige von ihnen gründeten später die Demokratische Partei.
Die radikalste Widerstandsgruppe in der Slowakei waren die Kommunisten. Die illegale Kommunistische Partei der Slowakei (KSS), welche sich von der KSČ abgespalten hatte, war während des Zweiten Weltkrieges vermutlich die am meisten verfolgte politische Gruppe der Slowakei. Die Einstellung der slowakischen Kommunisten gegenüber der slowakischen Unabhängigkeit und der Tschechoslowakei änderte sich mehrmals und hing von dem aktuellen Standpunkt Moskaus ab. So unterstützte KSS bis zur Anerkennung der Slowakei durch die Sowjetunion im September 1939 die Restauration der Tschechoslowakei. Danach übernahmen die slowakischen Kommunisten eine Anti-Beneš-Haltung ein und forderten sogar eine „sowjetische Slowakei“. Als die Sowjetunion jedoch 1941 die tschechoslowakische Exilregierung anerkannte, trat die KSS für eine Restauration einer föderalisierten Tschechoslowakei ein.
Die nach den Kommunisten bedeutendste Oppositionskraft der Slowakei waren die Agrarier, deren Anhänger meist slowakische Lutheraner waren, die sich vom katholisch dominierten Ludaken-Regime diskriminiert fühlten. Die slowakischen Agrarier hielten Kontakt mit Milan Hodža in Paris. 1940 flüchtete Ján Lichner, einer ihrer führenden Mitglieder, in den Westen und schloss sich Beneš’ Emigrantengruppe in London an. Das Verhältnis der slowakischen Agrarier zu Beneš war jedoch problematisch, da sie das Festhalten von dessen Exilregierung an einer einheitlichen tschechoslowakischen Nation für inakzeptabel hielten. 1941 und 1942 gab es wenig aktiven Widerstand in der Slowakei. Die Situation änderte sich jedoch mit der Teilnahme der Slowakei am Krieg gegen die Sowjetunion und die westlichen Alliierten. Das Bündnis mit Nazi-Deutschland im Allgemeinen und insbesondere der Krieg gegen die Sowjetunion waren unter den meisten Slowaken unpopulär, da sie die Russen und Ukrainer als ihre slawischen Landsleute betrachteten.
Nach der deutschen Niederlage in Stalingrad kam es zu einer Massendesertion slowakischer Einheiten. Diese schlossen sich dann entweder der tschechoslowakischen Armee in der Sowjetunion oder russischen und ukrainischen Partisaneneinheiten an. Im Dezember 1943 einigten sich der bürgerliche Block (vor allem Agrarier) und Kommunisten im Rahmen des sogenannten Weihnachtsabkommens, eine gemeinsame Widerstandplattform namens Slowakischer Nationalrat zu gründen. Dieser wurde angeführt von drei Kommunisten – Gustáv Husák, Ladislav Novomeský, Karol Šmidke – und drei bürgerlichen – Ján Ursíny, Jozef Lettrich und Matej Josko.
Auch nach der Umorientierung der Kommunisten nach dem Überfall Deutschlands auf die Sowjetunion im Juni 1941 dauerte es noch lange, bis die beiden Lager, das bürgerliche und das auf Moskau orientierte kommunistische Lager, vereint gegen das Tiso-Regime vorgehen konnten. An der Jahreswende 1941–1942 scheiterte der Versuch, ein Zentrales nationales Revolutionskomitee (Ústřední národně revoluční výbor) zu bilden, das verschiedene Gruppen aus beiden Lagern zusammenfassen sollte. Erst im Dezember 1943 konnten sich die Vertreter der beiden Gruppierungen verständigen, so dass man das sogenannte Weihnachtsabkommen schließen konnte, das die Grundlage für die Gründung des Slowakischen Nationalrates bildete.

### Slowakischer Nationalaufstand

Das Aufstandsgebiet (orange) zu Beginn des Nationalaufstandes

In der Slowakei verliefen die Vorbereitungen eines bewaffneten Aufstandes vor allem in zwei Linien: die erste war die Linie des slowakischen Verteidigungsministers Ferdinand Čatloš, der seit Anfang 1944 eine Ostslowakische Armee aufbaute, welche der Roten Armee im richtigen Moment den Durchmarschweg öffnen sollte. Über Čatlošs Pläne war auch Staatspräsident Jozef Tiso informiert, welcher sich Čatloš zwar nicht anschloss, diesen aber gewähren ließ. Die zweite Linie stellten die Vorbereitungen des Generalstabschefs der Bodentruppenführung in Banská Bystrica, Oberstleutnant Ján Golian dar. Nach den ursprünglichen Plänen beider Linien sollte die Aufstandsaktion nach einer Koordination mit der Roten Armee sowie nach dem Abschluss sämtlicher Vorbereitungen beginnen. Moskau reagierte jedoch nicht auf die Angebote und vorzeitige Partisanenaktionen provozierten die Deutschen zum Einschreiten. Der Aufstand, der am 29. August 1944 begann, wurde von den Angehörigen der Armee ohne jeglichen Beitrag der Kommunisten verkündet. Das Aufstandsgebiet umfasste in der Anfangsphase schätzungsweise eine Fläche von 22.000 km² und 1,7 Millionen Einwohnern, verkleinerte sich aber aufgrund des gegnerischen Drucks rapide und umfasste Anfang Oktober 1944 nur noch etwa 7.000 km² und 300.000 Einwohnern. Die bewaffneten Einheiten des Aufstandes bildete eine 60.000 Mann umfassende slowakische Armee sowie 18.000 politisch und organisatorisch uneinheitlicher Partisanen.

## Widerstand im Sudetenland
Den Widerstand im Sudetenland, das im November 1938 an das Deutsche Reich angegliedert wurde, gab es schon davor, getragen von zahlreichen Mitgliedern der sozialdemokratischen DSAP, aber auch der Kommunisten und Gewerkschaften, aus denen sich später illegale Untergrundgruppen wie Waltro oder Meerwald bildeten und hohe Verluste davongetragen haben. Insgesamt sind etwa 185 Widerstandsgruppen aus dem Sudetengebiet bekannt, die Verluste belaufen sich auf mehr als tausend Hingerichtete. In den Verzeichnissen der Spezialagenten, die aus der Luft über dem Gebiet des Protektorats ausgesetzt wurden, finden sich auch viele Sudetendeutsche. Zu den erfolgreichsten Agenten gehörte Paul Thümmel, der seit 1936 mit dem tschechoslowakischen Nachrichtendienst zusammenarbeitete.
Dieses Kapitel der sudetendeutschen Geschichte ist weitgehend unbekannt und wenig erforscht. Wie der sudetendeutsche Autor Leopold Grünwald betont, hat auch die DDR-Geschichtsschreibung, obwohl das DDR-Regime zuerst von den Tausenden vertriebener Antifaschisten aus den Sudeten profitierte, lediglich über „Solidaritätsaktionen“ geschrieben und die Bedeutung des Widerstands herabgesetzt und somit unter anderem die „Kollektivschuld“, welche als der Grund für die Vertreibungen genannt wurde, gestützt. Mit der Aufarbeitung dieses geschichtlichen Abschnitts befasst sich das 2007 durch die Tschechische Akademie der Wissenschaften in Prag im Auftrag der Tschechischen Regierung gegründete Forschungsprojekt „Vergessene Helden“.

## Operationen aus der Luft

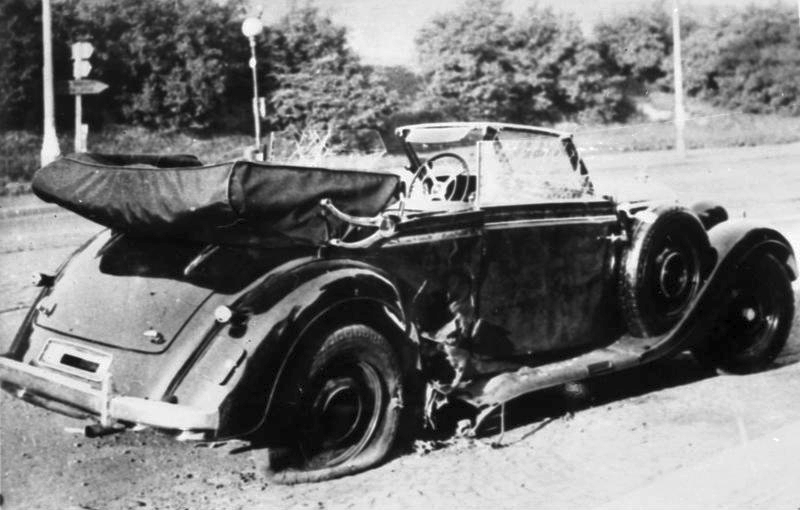
Heydrichs Wagen nach dem Attentat, 27. Mai 1942

Die erste Absetzung von Spezialagenten über dem Territorium des Protektorats, organisiert durch die Exilregierung in London, war die sogenannte Operation Benjamin in der Nacht vom 16. auf 17. April 1941. Nach der Ankunft des neuen stellvertretenden Reichsprotektors Reinhard Heydrich in Prag am 27. September 1941 wurde die Aktionen gegen den tschechoslowakischen Widerstand verstärkt. Die Struktur der Widerstandsgruppen wurde geschwächt, unter anderem wurde die wichtigste Gruppe, Obrana národa, fast aufgerieben. Unter diesen Umständen entschloss sich die Exilregierung in London zu einer Intensivierung der Entsendung von Spezialeinheiten in das Protektorat mit dem Ziel, die Diversion und die Sabotagetätigkeit zu stärken wie insbesondere die Operation Wolfram. Dies gipfelte dann in der sogenannten Operation Anthropoid vom Dezember 1941 und dem folgenden Attentat auf Heydrich am 27. Mai 1942.
Die über dem Protektorat aus Großbritannien abgesetzten Gruppen, insgesamt 33 mit ca. 91 Personen (und einige wenige in der Slowakei), wurden geplant durch das Innenministerium in London und durchgeführt in Zusammenarbeit mit der Spezialeinheit Special Operations Executive (SOE), welche zu diesem Zweck die 138. Sonderstaffel der RAF (№ 138 Special duties Squadron) verwendete; die SOE bildete eigens zu diesen Zwecken eine tschechoslowakische Abteilung (Czech Section MY, später die Central European Section), welche alle Aktionen mit der Exilregierung koordinieren sollte. An der Vorbereitung und Schulung der Agenten war ab Sommer 1941 die sogenannte „Sondergruppe D“ (Zvláštní skupina D) beteiligt, welche dem tschechoslowakischen Verteidigungsministerium in London unterstellt war.
Die Operationen aus der Sowjetunion im Protektorat waren häufig ungenügend vorbereitet, die sowjetischen Stellen hatten keine gute Kenntnisse über die Lage im Protektorat und die Taktik der deutschen Abwehr. Als Zieladressen dienten häufig bereits verhaftete und umgedrehte Mittelsmänner, die mit ihren Sendern im Auftrage der deutschen Abwehr die sowjetischen Stellen desorientieren konnten; so kam es zu Verhaftungen der abgesprungenen Agenten bereits kurz nach deren Ankunft, oder, weil einige über Polen abgesetzt wurden und zu Lande das Protektorat erreichen sollten, noch vor dem Betreten des Gebietes des Protektorats. Stellvertretend für die ungenügende nachrichtendienstliche Vorbereitung kann die Operation Kammler vom Oktober 1942 genannt werden: die auf fingierte Aktionen spezialisierte Abteilung der Gestapo „Quartiermacher“, die sich im Besitz der Chiffrierschlüssel befand, veranlasste unter falschem Vorwand die Entsendung des Agenten Emil Kammler, der nach dem Absprung umgehend verhaftet wurde und später im KZ Mauthausen starb.
Einige Aktionen, die aus der Sowjetunion auf dem Gebiet des Protektorats durchgeführt wurden, sorgten darüber hinaus für Verstimmung zwischen der Exilregierung in London und der Sowjetunion, die als Verbündete galten. Die ersten Aktionen im Spätsommer 1941, vor allem die Aroš, die in sechs Flügen stattfand und von dem sowjetischen Militärnachrichtendienst GRU organisiert wurde, wie auch eine Operation des NKWD und eine der Tschechoslowakische Mission in Moskau, hatten offenbar zum Ziel, nicht nur Sabotageakte durchzuführen, einige scheiterten sogar. Die Exilregierung in London erfuhr dies von den Widerstandsgruppen und wandte sich scharf auch dagegen, dass ihre nachrichtendienstlichen Strukturen im Protektorat durch einen anderen Nachrichtendienst infiltriert wurden. Zusagen des sowjetischen Innenministers Beria, dies nicht zu wiederholen, wurden nicht eingehalten.
Der Schwerpunkt der Aktionen, deren Ziel die Slowakei war, lag in der Stärkung der Partisanenbewegung. Einige Operationen waren sehr erfolgreich und die so entstandenen Partisanengruppen trugen dann auch den Namen der Operation, so wie beispielsweise die Gruppe Jánošík oder Jan Žižka. Spätere Aktionen standen im Zusammenhang mit dem Slowakischen Nationalaufstand.

## Übersichten

### Widerstandsgruppen (Auswahl)
- Ústřední vedení odboje domácího, ÚVOD (Zentrale Leitung des Widerstands in der Heimat)
- Petiční výbor Věrni zůstaneme, PVVZ (Petitionsausschuss Wir bleiben treu),
- Obrana národa, ON (Verteidigung der Nation)
- Politické ústředí, PÚ (Politische Zentrale)
- Předvoj (Vorhut)
- Zpravodajská brigáda (Nachrichtendienstliche Brigade)
- Rada tří, R3 (Rat der Drei)
- Přípravný revoluční národní výbor (Provisorisches revolutionäres Nationalkomitee)
- Tři králové (Drei Könige)
- Sokolská revoluční rada (Revolutionsrat Die Falken)
- Parsifal

### Partisanengruppen
Zu den aktivsten Partisanengruppen gehörten die folgenden:
| - Sever - Srp a kladivo - Rudá stráž - Brigáda Jana Husa - Olga - Jiskra | - Zelený kádr - Dr. M. Tyrš - Jan Kozina - Brigade Jan Žižka - Jermak |

### Statistik

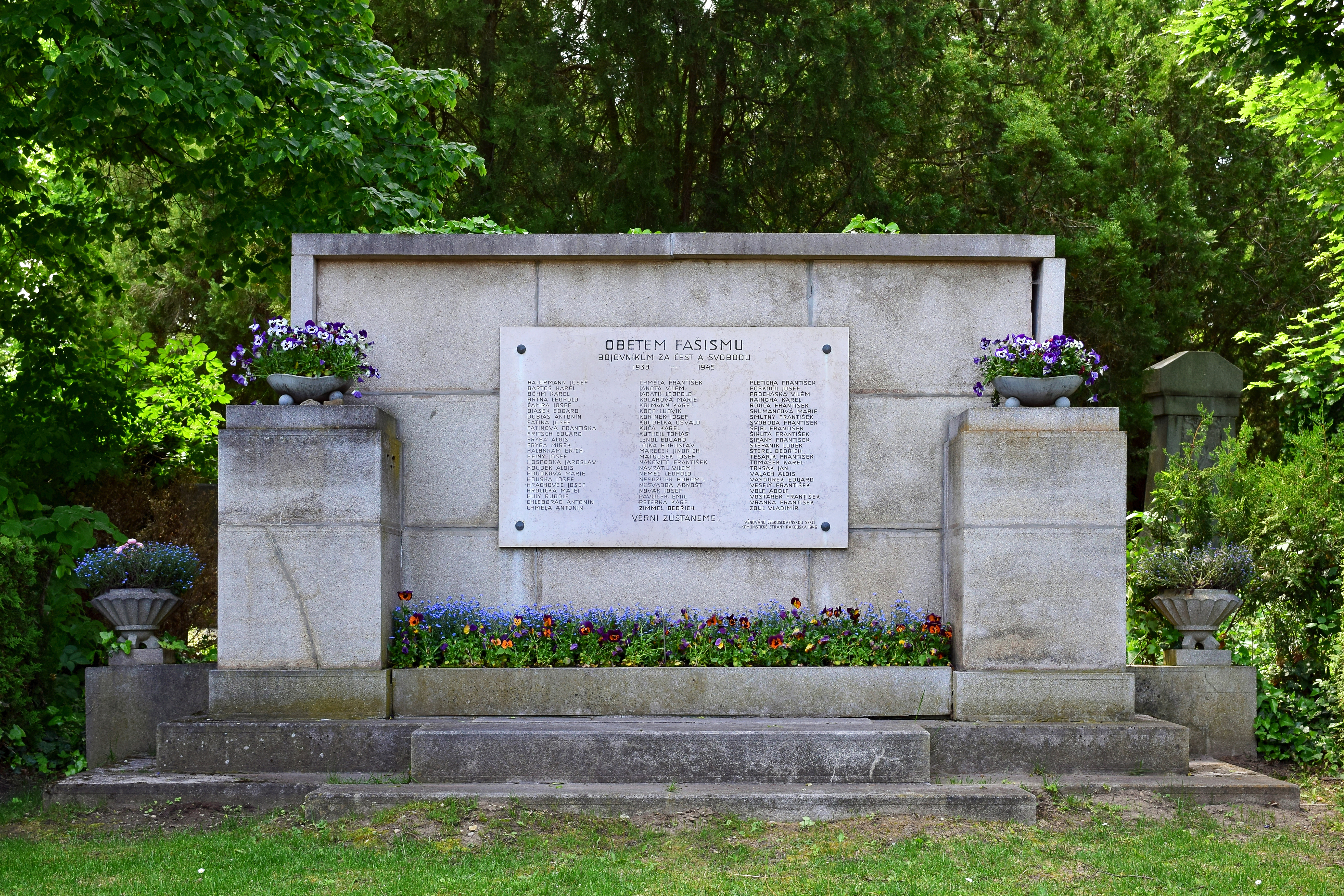
Denkmal für die Opfer des tschechischen Widerstandes 1938–1945 am Wiener Zentralfriedhof

Die folgenden Zahlen stammen aus einer offiziellen Quelle, dennoch sind sie nicht als endgültig zu verstehen; eine Notiz in der Quelle weist darauf hin, dass die Zahlen nur annähernd die Wirklichkeit wiedergeben und laufend ergänzt werden; offensichtlich sind hier die Gefallenen während der Maiaufstände in Prag und anderen Städten nicht voll enthalten.
| Opfer unter tschechoslowakischen Bürgern | Opfer unter tschechoslowakischen Bürgern |
| ---------------------------------------- | ---------------------------------------- |
| Ostfront                                 | 5.620                                    |
| Westfront und Afrika                     | 1.200                                    |
| Partisanen                               | 9.000                                    |
| Slow. Nationalaufstand                   | 18.000                                   |
| Hingerichtete                            | 8.500                                    |
| KZ, Holocaust                            | 307.000                                  |
| insgesamt                                | 350.000                                  |

| Im Widerstand (Inland / Ausland) aktive tschechoslowakische Bürger | Im Widerstand (Inland / Ausland) aktive tschechoslowakische Bürger |
| --- | ------------------------------------------------------------------ |
| Ostfront | 32.000                                                             |
| Westfront | 12.000                                                             |
| Nahost *), Nordafrika | 1000                                                               |
| Widerstand | 100.000 (Partisanen, Mitglieder der Widerstandsgruppen)            |
| *) Die Begriffe Naher Osten und Mittlerer Osten werden in einigen Sprachen unterschiedlich ausgelegt; hier ist gemeint die östliche Mittelmeerküste (auch: Levante) zzgl. Nordafrika. |                                                                    |